# 栗色土
栗色土（くりいろど）とは、ケッペンの気候区分上でいう乾燥帯気候（B）のうちBS気候区分(ステップ気候)の地域に分布する成帯土壌の一種である。
BS区分帯の中でBW（砂漠気候）区分帯に近接する地域で、ステップ気候帯の中でも降水量の少ない（年間250～400ミリメートルの範囲）地域に分布する。